# Mieczysław Pawlikowski

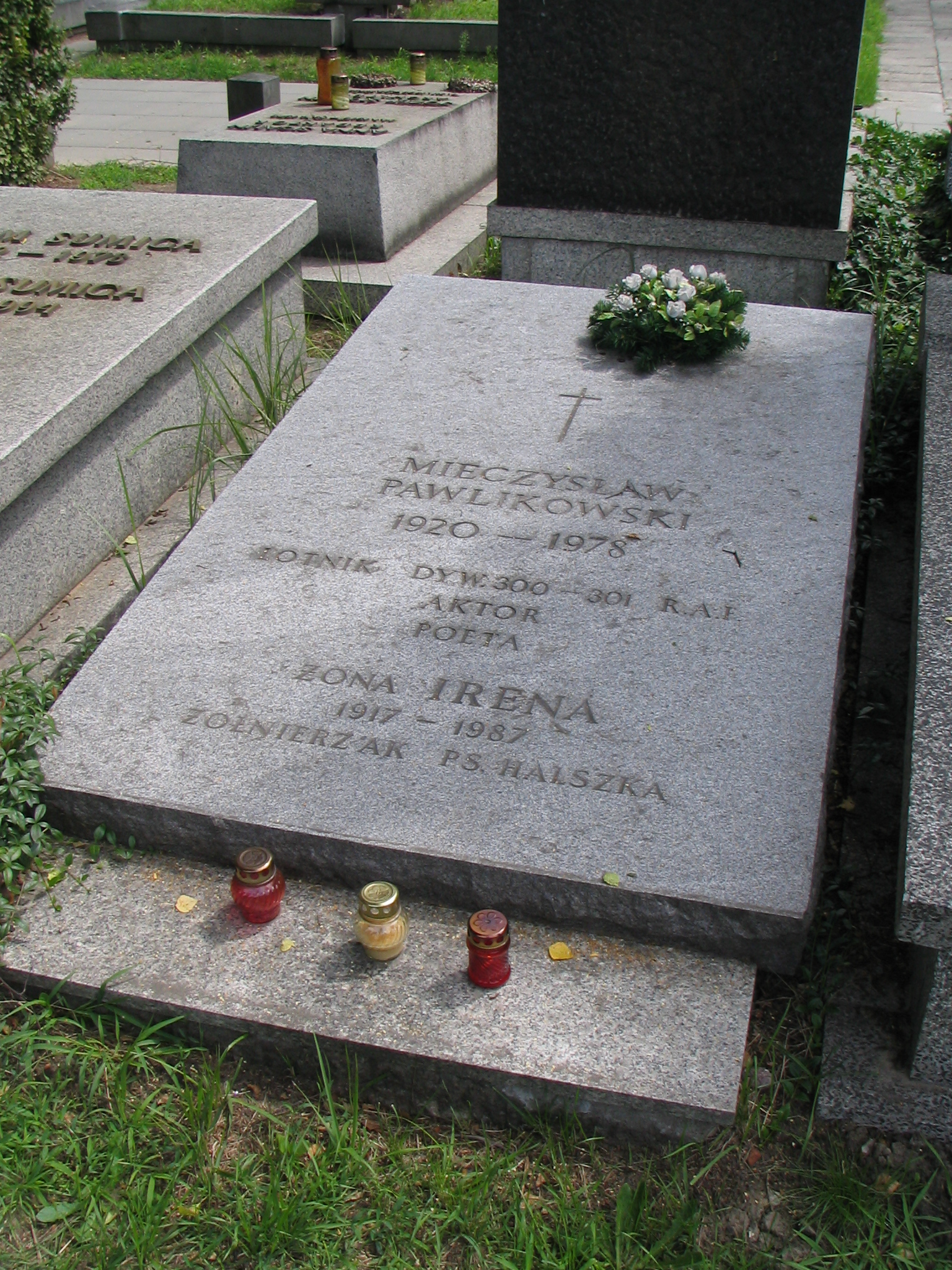
Mormântul lui Mieczysław Pawlikowski și al soției sale, Irena

Mieczyslaw Pawlikowski (n. 9 ianuarie 1920, Jîtomîr, gubernia Volînia⁠(d), Republica Populară Ucraineană – d. 23 decembrie 1978, Varșovia, Polonia) a fost un actor polonez de teatru, film, televiziune și radio, regizor de teatru și pilot de bombardiere al Forțele Aeriene Poloneze din Marea Britanie.

## Biografie

### Cariera militară
S-a născut pe 9 ianuarie 1920 în orașul Żytomierz (azi Jîtomîr din Ucraina), ca fiu al funcționarului Józef Pawlikowski și al Floriannei Pawlikowska, născută Runowska. Deoarece orașul Jîtomîr a rămas în Ucraina sovietică, părinții săi s-au mutat în 1922 înspre vest, stabilindu-se în orașul Luțk (aflat astăzi tot în Ucraina). Mieczysław Pawlikowski a absolvit studiile gimnaziale la Luțk, după care a venit la Varșovia în 1931 cu intenția de a studia ulterior la Institutul Național de Artă Dramatică (PIST). A urmat în această perioadă un curs de planorism.
După izbucnirea celui de-al Doilea Război Mondial, a părăsit Polonia, care fusese ocupată de Germania, și a trecut prin Slovacia, Ungaria, ajungând în Franța unde s-a alăturat Armatei Poloneze ce se forma acolo. Voluntarii polonezi dornici să se înroleze în aviație au format Escadrila 5 pe aeroportul din Lyon, iar din aprilie 1940 au fost transferați în Anglia pentru continuarea pregătirii în cadrul Royal Air Force (RAF). În perioada pregătirii militare Pawlokowski a început să desfășoare o activitate artistică. A jucat în spectacolele teatrului itinerant militar polonez „Lotnicza Czołówka Teatralna”, organizat de lt. Leopold Skwierczyński, cu care a călătorit în Anglia și Scoția, iar în 1942 a promovat un examen extern de actor la Londra.
După absolvirea unei școli de aviație în 1943, a servit ca pilot de bombardiere în escadrilele poloneze 300 și 301 din Anglia și Scoția. A efectuat în total un număr de 29 de misiuni de zbor pe teritoriul Germaniei și al țărilor ocupate, inclusiv Polonia și Franța. Bombardierul Halifax Mk II pe care-l pilota a fost doborât în august 1943 într-un zbor operațional în Franța și nevoit să aterizeze de urgență, dar echipajul s-a salvat și, cu ajutorul unor membri ai Rezistenței Franceze, a traversat Munții Pirinei și a reușit să ajungă în Gibraltar de unde s-a întors în Marea Britanie după trei luni. Începând din noiembrie 1943 Pawlikowski a fost, timp de opt luni, conducătorul Teatrului militar polonez în locul lui Leopold Skwierczyński și apoi a lucrat ca redactor și crainic al emisiunilor în limba polonă de la postul britanic de radio BBC. La 1 mai 1945 a fost demobilizat la cerere din Forțele Aeriene Poloneze. A fost decorat de două ori cu Crucea pentru Vitejie.

### Cariera artistică
În august 1945 s-a întors în Polonia și a jucat în anii 1945-1947 la Teatrele Dramatice Municipale din Varșovia, interpretând roluri precum Adolf din spectacolul Dom otwarty după Michał Bałucki, poetul din Nunta după Stanisław Wyspiański și Jim din Menajeria de sticlă după Tennessee Williams. În sezonul 1947-1948 a jucat la Teatrul Municipal „Stefan Żeromski” din Kielce și a organizat timp de trei luni noua filială a teatrului din Radom. A promovat un nou examen extern de actor la Varșovia în anul 1948, iar în anul următor a devenit membru al Asociației Artiștilor de Teatru Polonezi (ZASP).
Și-a continuat cariera actoricească la mai multe teatre din Varșovia: Teatrul Clasic (1948-1949), Teatrul Universal (1949-1950), Teatrul Muzical al Poporului (vara anului 1950), Casa Armatei Poloneze (1950-1954), Teatrul Național (1954-1957), Teatrul Ateneum „Stefan Jaracz” (1957-1958), Teatrul Contemporan (1958-1959), Teatrul de Estradă „Casa Armatei” (1959-1961), Teatrul Syrena (1961-1963), Teatrul Contemporan (1964-1968), Teatrul Polonez (1968-1975), Teatrul Universal (1975-1977) și Teatrul Nou (1977-1978). A efectuat mai multe turnee în străinătate: la Londra, în Iugoslavia și în Bulgaria (cu trupa Teatrului Contemporan), în SUA și Canada în 1973 (cu trupa Teatrului Polonez). A interpretat roluri în numeroase spectacole reprezentate în cadrul Teatrului Radiofonic (din 1952) și al Teatrului de Televiziune (din 1955). În teatrul de televiziune a interpretat rolul lui Churchill de două ori (Sprawa polska, 1974 și Przed Burzą, 1977), rolul titular în Biedermann și incendiatorii de Max Frisch și Ciubukov în Cerere în căsătorie de Anton Cehov. În perioada 1958-1967 a lucrat în redacția emisiunilor de divertisment a Radioului Polonez.
Era scund și avea un corp rotund, o față cărnoasă și o voce baritonală, fiind distribuit din acest motiv în rolurile unor personaje joviale, care puteau ascunde în interior viclenie și cruzime. A jucat adesea roluri de comedie, imprimând personajelor interpretate căldură și cordialitate. Printre rolurile interpretate se numără rolurile titulare din Głupi Jakub (1949) de Tadeusz Rittner și Tartuffe (1957) de Molière, Pan Kolega (Czarowna noc de Sławomir Mrożek, 1964), Mamaev (La un car de minte un dram de prostie de Aleksandr Ostrovski, 1965), Stomil (Tango de Sławomir Mrożek, 1965), Hudson (Dovezile inadmisibile de John Osborne, 1966), Falstaff (Nevestele vesele din Windsor de Shakespeare, 1971), Golovastikov (Barbarii de Maxim Gorki, 1976), Restauratorul (Senatul nebunilor de Janusz Korczak, 1978). Ultimul său rol a fost Sforka în Horsztyński de Juliusz Słowacki (premiera la 12 decembrie 1978).
A debutat în cinematografie în anul 1951 în filmul Premiera varșoviană, regizat de Jan Rybkowski, și a jucat în peste 20 de filme. A dobândit o mare popularitate ca interpret al nobilului Zagłoba în filmul Pan Wołodyjowski (1969) și în serialul de televiziune Przygody pana Michała, precum și în calitate de prezentator al emisiunii Podwieczorek przy mikrofonie. Ultimul film în care a jucat a fost comedia Skradziona kolekcja, regizată de Jan Batory, care a avut premiera în 1979, după moartea actorului.

### Viața particulară și decesul
S-a căsătorit în 20 iunie 1950 cu Irena Brzozowska, născută Zawistowska (1917-1987).
A murit în 23 decembrie 1978 la Varșovia, la vârsta de 58 de ani, în urma unui infarct și a fost înmormântat în Cimitirul militar Powązki din Varșovia (secțiunea D12-2-2).

## Cărți
Mieczysław Pawlikowski este autor al cărții de memorii din timpul războiului Siedmiu z Halifaxa „J” (1958) și al volumului de poezii Dwie tęsknoty (1978), scrise în anii 1940-1945. A anunțat că urma să scrie un volum de memorii din lumea teatrului, dar nu a mai apucat să o facă.

## Filmografie (selecție)
- Premiera varșoviană (1951) – muzician, prietenul lui Wolski
- Gromada (1951) – morarul Jan Zieliński
- Inspekcja pana Anatola (1959) – Apollo Godoć
- Historia współczesna (1960) – președintele cooperativei, șeful Basiei
- Spotkania w mroku (Begegnung im Zwielicht) (1960) – Bauer
- Milczące ślady (1961) – lt. Borakowski, intendent al detașamentului maiorului Zimny
- Gangsteri și filantropi (1962) – Pieczarkiewicz, directorul restaurantului (partea a II-a: Alkoholomierz)
- Mansarda (1963) – Franciszek Kostrzewski
- Barbara i Jan (serial TV) (1964) – Gawlikowski, redactorul șef al publicației Echo
- Wyspa Złoczyńców (1965) – proprietarul unei limuzine negre
- Klub profesora Tutki (serial TV) (1966–1968) – mecena, interlocutorul profesorului
- Klub szachistów (1967) – Henryk Radek, președintele Clubului de Șah
- Szach i mat! (1967) – tatăl Angelikăi
- Pan Wołodyjowski (1969) – Jan Onufry Zagłoba
- Przygody pana Michała (serial TV) (1969) – Jan Onufry Zagłoba
- Epilog norymberski (1970) – Hermann Göring
- Pejzaż z bohaterem (1970) – directorul școlii orășenești
- Kocie ślady (1971) – colonelul de miliție
- Nu-mi place ziua de luni (1971) – bucătarul de la televizor
- Roman i Magda (1978) – tatăl lui Roman
- Układ krążenia (serial TV) (1978) – dr. Marcel, prietenul lui Czarnobila (ep. 7)
- Skradziona kolekcja (1979) – filatelistul Jan Kowalski

## Dublaj de voce în limba poloneză
- Totul despre Eva (1950) - Max Fabian
- Peter Pan (1953) - George Darling
- Dirijabilul furat (1967) - Findejs

## Distincții

### Decorații
- Crucea pentru Vitejie - de două ori[5]
- Crucea de Merit de aur (1970)[4][5]
- Medalia „A 30-a aniversare a Poloniei Populare” (1974)[4][5]
- Insigna „A 1000-a aniversare a statului polonez” (1967)[4][5]
- Insigna „Pentru servicii aduse Varșoviei” (1975)[4][5]

### Premii
- Premiul capitalei Varșovia (1970)[4][5]
- „Masca de argint” pentru cel mai popular actor în sondajul ziarului Express Wieczorny (1970)[4][6]

## In memoriam
La 22 februarie 1980 la Varșovia una dintre străzile din actualul district Praga-Południe a primit numele lui Mieczysław Pawlikowski.